# Industri- och Kemigruppen
Industri- och KemiGruppen är en arbetsgivarorganisation som bytte namn till Innovations- och Kemiarbetsgivarna i december 2012 i samband med att organisationen fusionerade med Plast- & Kemiföretagen och bildade IKEM - Innovations- och Kemiindustrierna. Medlemsföretagen är industriföretag inom branscher som plast, gummi, färg, läkemedel, bioteknik, explosivämnen, glas, kemi, oljeraffinaderier, metall, socker, läder, sten, tvätterier och återvinning. Innovations- och Kemiarbetsgivarna är medlem i den övergripande arbetsgivarorganisationen Svenskt Näringsliv.